# Paiwas
Paiwas är en kommun (municipio) i Nicaragua med 35 423 invånare (2012). Den ligger i den autonoma regionen Costa Caribe Sur, i den centrala delen av landet. Kommunen är en jordbruksbyggd med många nybyggare som sysslar med boskapsskötsel.

## Geografi
Paiwas gränsar till kommunerna Mulukukú i norr, La Cruz de Río Grande och El Tortuguero i öster, El Ayote och Camoapa i söder, samt till Matiguás och Río Blanco i väster. Kommunen har inga större orter. Centralorten Bocana de Paiwas, med 1 022 invånare (2005), ligger där floden Paiwas rinner ut i floden Río Grande de Matagalpa, i den västra delen av kommunen precis vid gränsen mot Camoapa, på andra sidan Río Grande de Matagalpa, och Matiguás, på andra sidan floden Paiwas.

## Natur
Kommunen genomkorsas av floden Río Grande de Matagalpa, som flyter från sydväst till nordost.

## Historia
Kommunen grundades 1974.